# Zelená politika

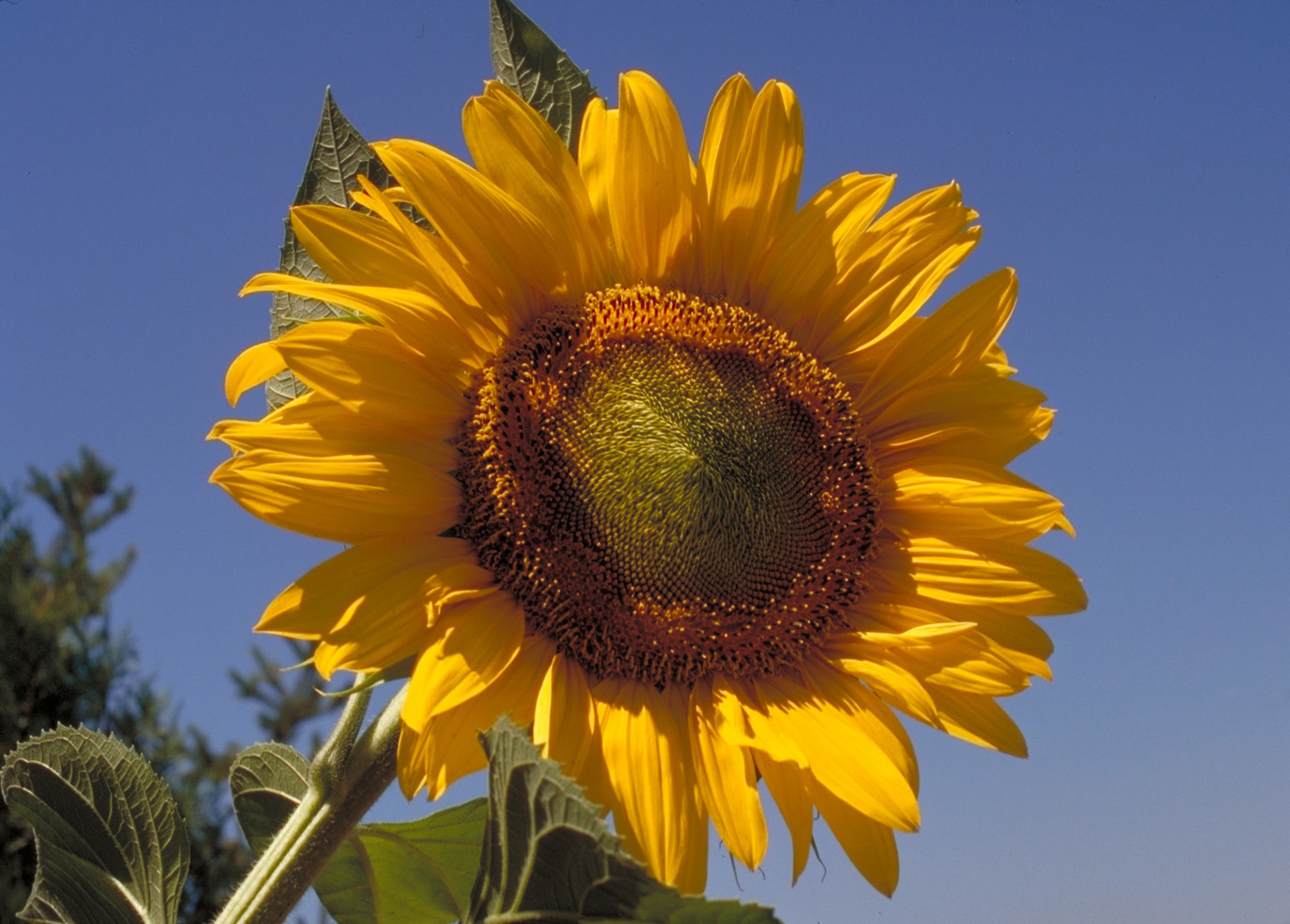
Slunečnice patří k tradičním symbolům zelené politiky

Zelená politika (také zelená ideologie) je politická ideologie, jejímž cílem je vytvoření ekologicky a sociálně udržitelné společnosti. Je založena na zásadách sociálního liberalismu, environmentalismu, subsidiarity a občanské společnosti. V Evropě patří zelené strany k hlavním podporovatelům integrace národních států.[zdroj?]
Její základy byly položeny v 70. letech, tedy v době, kdy začaly vznikat první zelené politické strany. V roce 1979 byla založena nejúspěšnější z nich – němečtí Die Grünen – Zelení.
Podporovatelé zelené politiky a politické strany zaměřené na tuto ideologii si obecně říkají zelení. Sdílí společný pohled na svět založený na ekologii, ochraně přírody, environmentalismu, feminismu, na podpoře pacifismu, občanských svobod, sociální spravedlnosti, nenásilí a sociálního progresivismu. Dělí se na hlubinné ekology (orientují se pouze na ekologické otázky) a sociální ekology.
Zelenou politiku není možné jednoznačně zařadit na politickou levici, střed či pravici (ostatně řada zelených politiků odmítá toto dělení heslem nejsme ani vpravo, ani vlevo, ale vpředu). Vedle převážně levicově chápaných hnutí s kořeny ze 70. a 80. let 20. století vznikly i pravicověji orientované směry – zelený konzervatismus nebo ekokapitalismus.
Většina zelených politických stran je členem jedné ze čtyř kontinentálních federací (Africká federace zelených stran, Americká federace zelených stran, Asijsko-pacifická zelená síť, Evropská strana zelených), které dohromady tvoří organizaci Global Greens.

## Priority
Zelení politikové v průběhu desetiletí vývoje této ideologie dopracovali k několika základním principům. Němečtí Die Grünen zformulovali v 70. letech 20. století čtyři pilíře zelené politiky:
- Ekologické myšlení
- Sociální spravedlnost
- Účastnická demokracie
- Nenásilí

V roce 1984 došlo v USA v rámci Green Committees of Correspondence k rozšíření čtyř pilířů na desatero klíčových hodnot zelené politiky:
- Ekologické myšlení
- Sociální spravedlnost
- Účastnická demokracie
- Nenásilí
- Decentralizace
- Komunitně orientovaná ekonomika
- Postpatriarchální hodnoty (resp. feminismus)
- Respekt k odlišnosti
- Globální odpovědnost
- Zaměření na budoucnost

V roce 2001 došlo k vytvoření Global Greens jako mezinárodního zeleného hnutí. Charta tohoto uskupení obsahuje šest zásad Global Greens:
- Ekologické myšlení
- Sociální spravedlnost
- Účastnická demokracie
- Nenásilí
- Udržitelný rozvoj
- Respekt k odlišnosti

## Historie hnutí
V celosvětovém měřítku první zelenou politickou stranou byla australská United Tasmania Group. Byla založena v březnu 1972. Měla lokální cíl – zabránit odlesnění rozsáhlé oblasti Tasmánie kvůli stavbě přehrady s hydroelektrárnou na místě původního jezera Pedder. Přestože v celostátních volbách dosáhla zisku pouhých 3 %, posun otázek ochrany přírody z čistě občanských organizací na politický subjekt inspiroval ekologicky orientovaná hnutí v celém světě. V květnu 1972 vznikla na Novém Zélandu Values Party, první celostátní politická strana vyznávající hodnoty zelené ideologie. O rok později – v roce 1973 – vznikla ve Spojeném království strana PEOPLE (hájící nulový růst), od roku 1975 zvaná Ekologická strana.
Roku 1973 přichází ropný šok, který vyvolala jomkipurská válka. Ropné embargo zasáhne především USA a Spojené království. V USA začíná Amory Lovins pro alternativní zdroje razit politiku „Soft energy path“ a jeho kniha v německé verzi „Sanfte Energie“ ovlivní vývoj v Německu. Tam roku 1977 vzniká Öko-Institut, který roku 1980 vydává zprávu „Energiewende – Wachstum und Wohlstand ohne Erdöl und Uran“. Dlouhodobě nejúspěšnější zelenou stranou jsou němečtí Zelení, oficiálně založení roku 1980. Původní předvolební koalice řady sdružení a hnutí pro volby do Evropského parlamentu v roce 1979 se na společné konferenci shodla na Čtyřech pilířích Strany zelených. Nově vzniklá strana získala ve volbách do Spolkového sněmu 5,7 % hlasů a obsadila 28 křesel. Zásady obsažené ve čtyřech pilířích, označení strany a logo s motivem slunečnice se staly ideologickým základem pro zelené strany v Evropě i v dalších částech světa.

## Zelení a jejich vliv na vnější politiku
Zelená ideologie měla významný vliv na řadu ideologických směrů – mj. ekosocialismus, ekoanarchismus, ekofeminismus nebo ekofašismus. Nakolik jsou tyto směry součástí zelené ideologie je předmětem veřejných debat.

### Zelení a koalice
Pro spojení zelených s levicí se vžil název Rudozelená koalice (anglicky Red-green alliance), spojení s pravicí Modrozelená koalice (Blue-green alliance). Některé zelené strany a hnutí pravolevé dělení odmítají a pokoušejí se tvořit zelené ekologické bloky mezi levicí a pravicí, popřípadě se od obou pólů naprosto distancují.

### Eko-socialismus
Eko-socialisté představují levicový proud spojující environmentalismus a socialismus. Původně vycházejí z názorů studentských hnutí z 60. let: odmítají kapitalismus, zároveň se stavěli proti komunistickým režimům (hodnotili je jako byrokratické karikatury socialismu). V některých zemích, kde komunisté opustili prosovětskou linii, došlo ke jejich sloučení se zelenými, čímž vznikla zelená levice.